# Pont Rouelle
Der Pont Rouelle ist eine Eisenbahnbrücke in Paris. Sie überspannt die Seine zwischen dem 15. Arrondissement (am linken Flussufer gelegen) und dem 16. Arrondissement und führt über die île aux Cygnes (Schwaneninsel). Diese Brücke bedient den Abschnitt der RER-Linie C, der die Verbindung Vallée de Montmorency – Invalides darstellt.
Die Brücke hat ihren Namen von der Rue Rouelle (heute: Place de Brazzaville), benannt nach dem französischen Chemiker Guillaume-François Rouelle, einer Gasse im 15. Pariser Arrondissement, die etwa in der Achse der Brücke liegt.

## Geschichte

### Erbauung
Der Pont Rouelle wurde anlässlich der Weltausstellung Paris 1900 gebaut. Die Arbeiten begannen im November 1899 und wurden am 15. März 1900 abgeschlossen. Die Stahlbauarbeiten wurden von der Société de constructions de Levallois-Perret ausgeführt.

### Inbetriebnahme
Der Pont Rouelle wurde am 12. April 1900, drei Tage vor der Eröffnung der Weltausstellung 1900, dem Bahnverkehr übergeben. Mehr als acht Millionen Passagiere reisten während der Weltausstellung über die Brücke. In den nächsten zwei Jahrzehnten ging der Verkehr auf der Strecke jedoch deutlich zurück, so dass sie am 1. Juni 1924 für den Personenverkehr geschlossen wurde. Die Rouelle-Brücke wurde noch bis 1936 für Gütertransporte genutzt. Der Güterverkehr wurde jedoch während der Weltausstellung Paris 1937 eingestellt und danach nicht wieder aufgenommen, so dass die Brücke außer Betrieb genommen wurde.

### Wiederherstellung

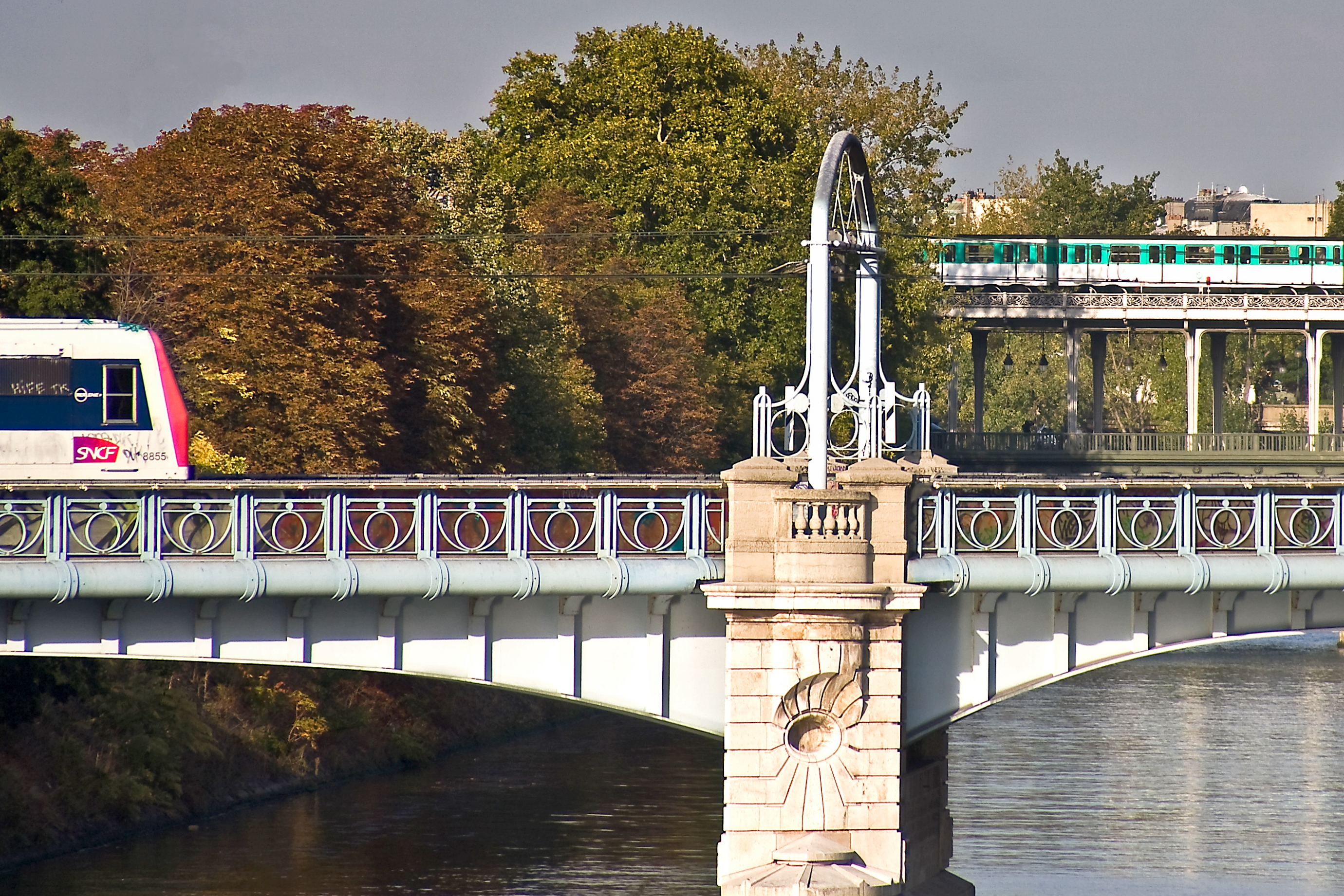
Zug des RER C, im Hintergrund ein Métro-Zug auf dem Pont de Bir-Hakeim

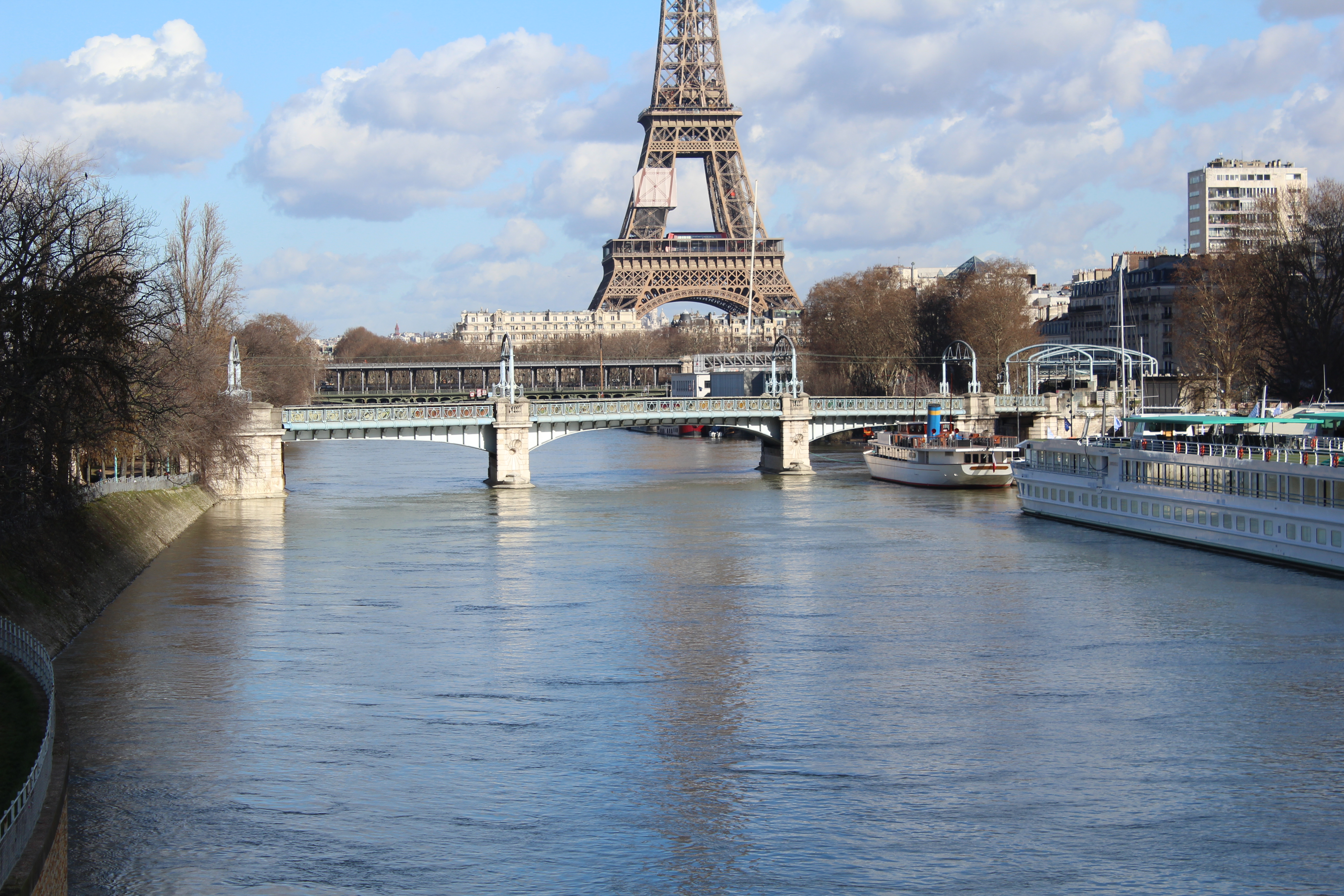
Pont Rouelle über den linken Seine-Arm von Südwesten

Anfang der 1980er Jahre rückte mit dem Projekt zur Verlängerung der RER-Linie C in den Nordwesten der Region Paris (Verbindung Montmorency-Tal - Invalides) der Pont Rouelle  wieder in den Mittelpunkt des Interesses der SNCF, da geplant war, die Strecke wieder für den Personenzugverkehr zu öffnen.
Die Eisenbahnkonstruktion und insbesondere ihre metallischen Elemente unterliegen den Inspektionen der technischen Dienste der SNCF. Diese zeigten, dass die Brücke unter Korrosion gelitten hatte: das Deck, die Geländer sowie die Leitungen und Abstandshalter waren deutlich oxidiert. Die Hauptelemente der Struktur waren jedoch in gutem Zustand, was Raum für eine Sanierung ließ.
Diese Option, für die sich die SNCF entschieden hatte, hatte mehrere Vorteile gegenüber einer Rekonstruktion: Neben einem starken Denkmalschutzinteresse für die Stadt Paris, die diese architektonischen Leistungen der Belle Époque erhalten wollte, zeigten die von der SNCF durchgeführten Studien, dass eine Sanierung weniger kostspielig war. Außerdem störte diese Lösung nicht die Flussschifffahrt auf der Seine.
Die Arbeiten wurden von März 1984 bis Ende 1985 von der Firma Eiffel Constructions Métalliques durchgeführt. Das große Viadukt wurde verstärkt und eine dem Original identische Fahrbahn angelegt. Bei dem kleinen Viadukt wurden alle Metallelemente übernommen, während das ursprüngliche Stahldeck durch ein gemischtes Stahl-Beton-Deck ersetzt wurde. Der restaurierte Pont Rouelle wurde am 14. September 1988 eingeweiht.

## Konstruktion
Der Pont Rouelle besteht aus mehreren Abschnitten unterschiedlicher Beschaffenheit. Am rechten Ufer kreuzt ein Zugangsbauwerk, bestehend aus drei niedrigen gemauerten Bögen, den Georges-Pompidou-Weg. Sie führt zum großen Viadukt, das den rechten Seine-Arm mittels einer Bogenbrücke mit Zwischendeck überspannt, die aus einem einzigen Metallbogen ohne Auflager im Fluss besteht und eine Spannweite von 85,71 m aufweist. Der Fußgängerweg der Ile aux Cygnes wird von einem kleinen Steinmauerbogen mit einer Öffnung von 6,60 m durchquert. Das kleine Viadukt schließlich überspannt den linken Seine-Arm mit einer dreibogigen Metallbogenbrücke mit einer Spannweite von 28 bis 28,38 m, die auf zwei Pfeilern ruht. Das Deck besteht aus einem Stahl-Beton-Gemisch.

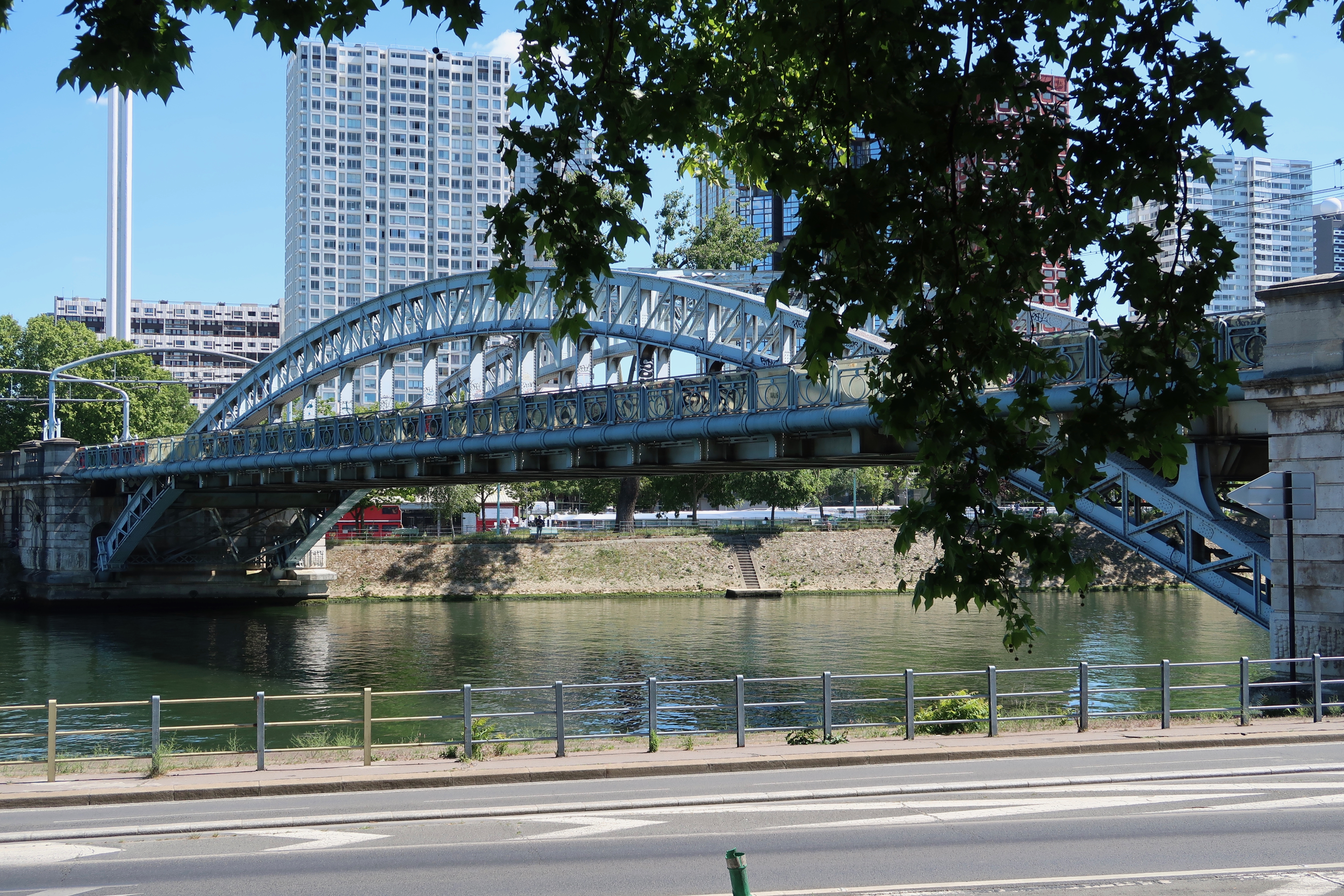
Teilbrücke zwischen der Île aux Cygnes und dem 16. Arrondissement
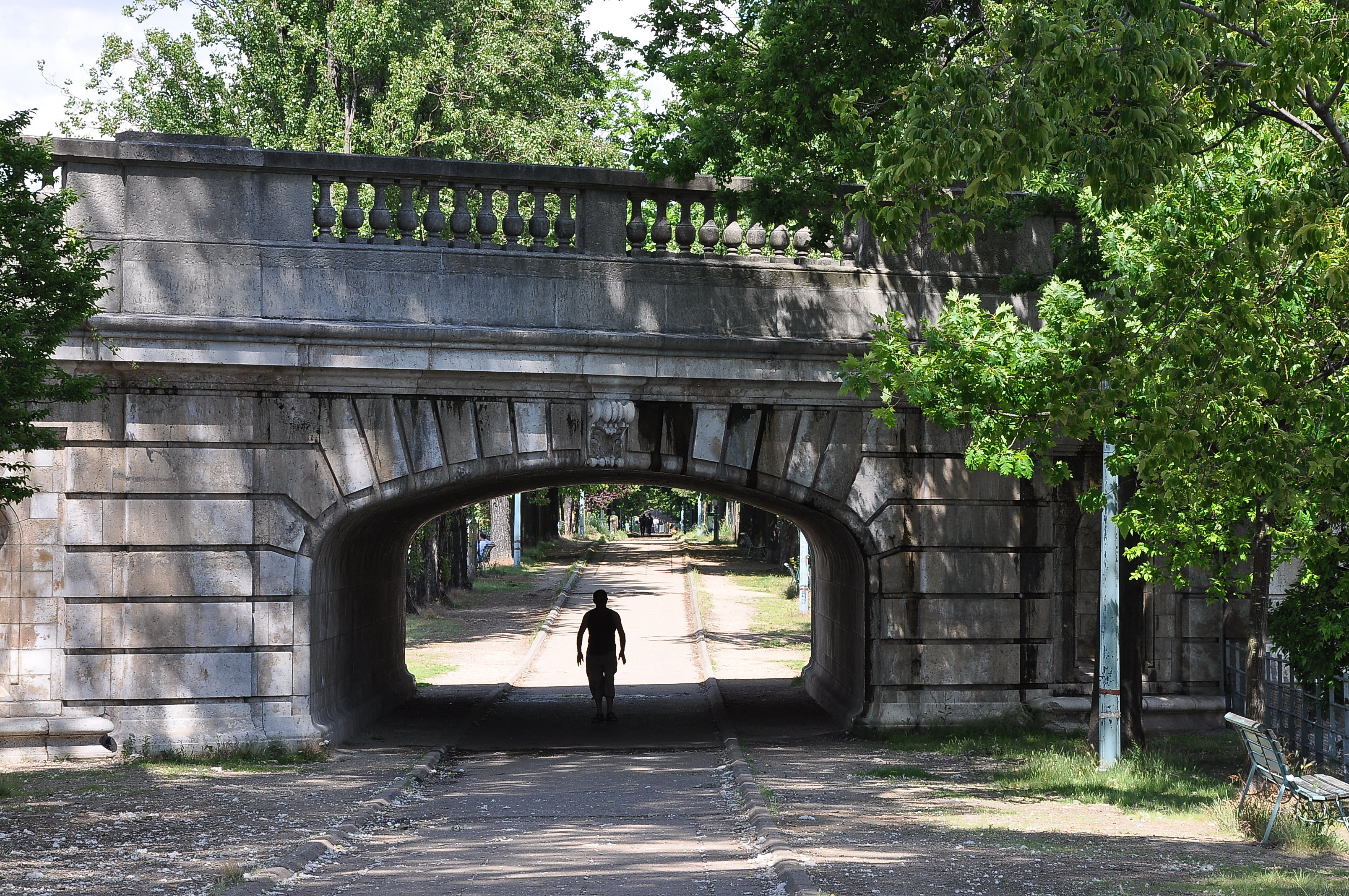
Fußgängerunterführung auf der Île aux Cygnes
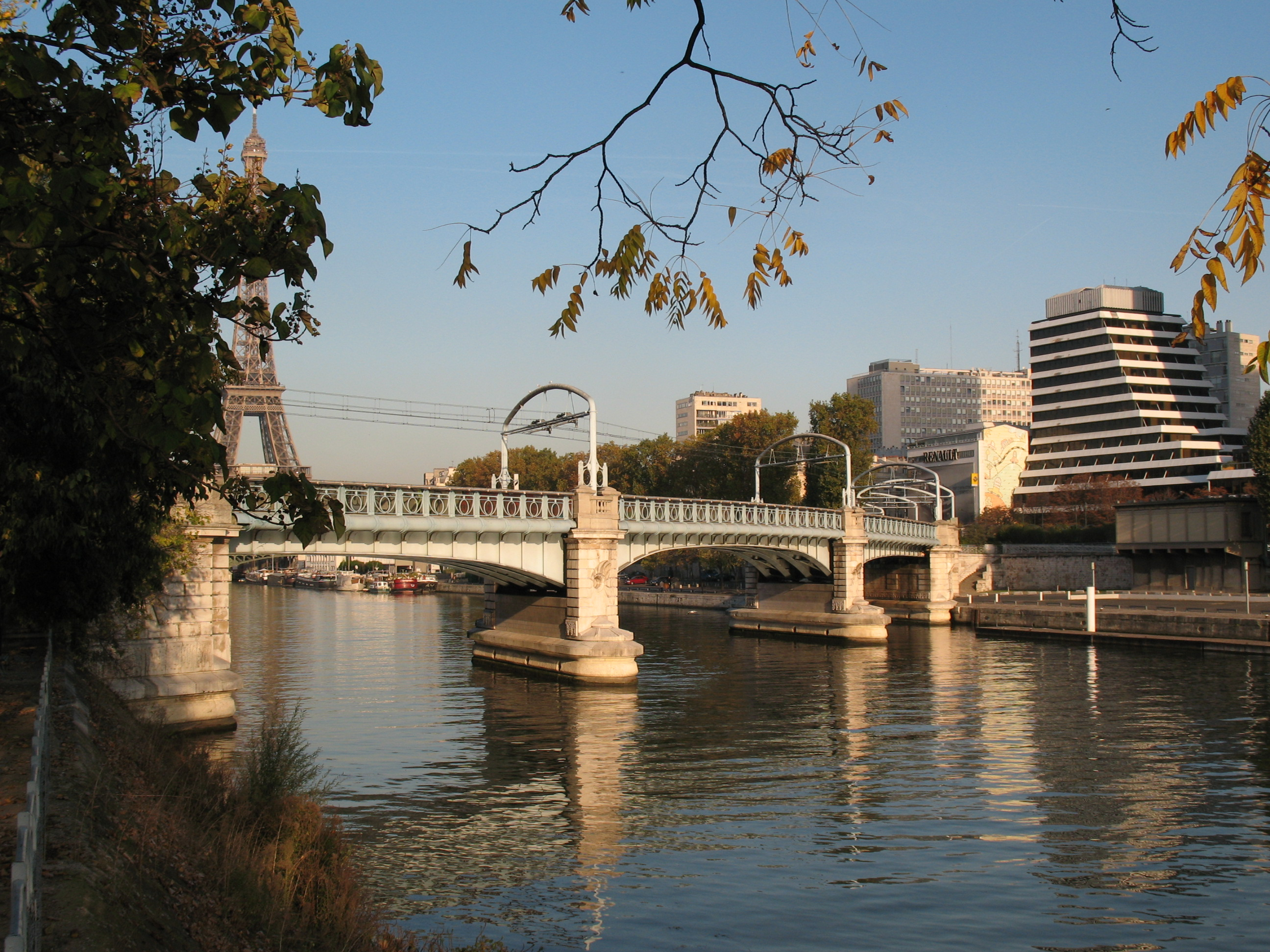
Querung des linken Flussarms
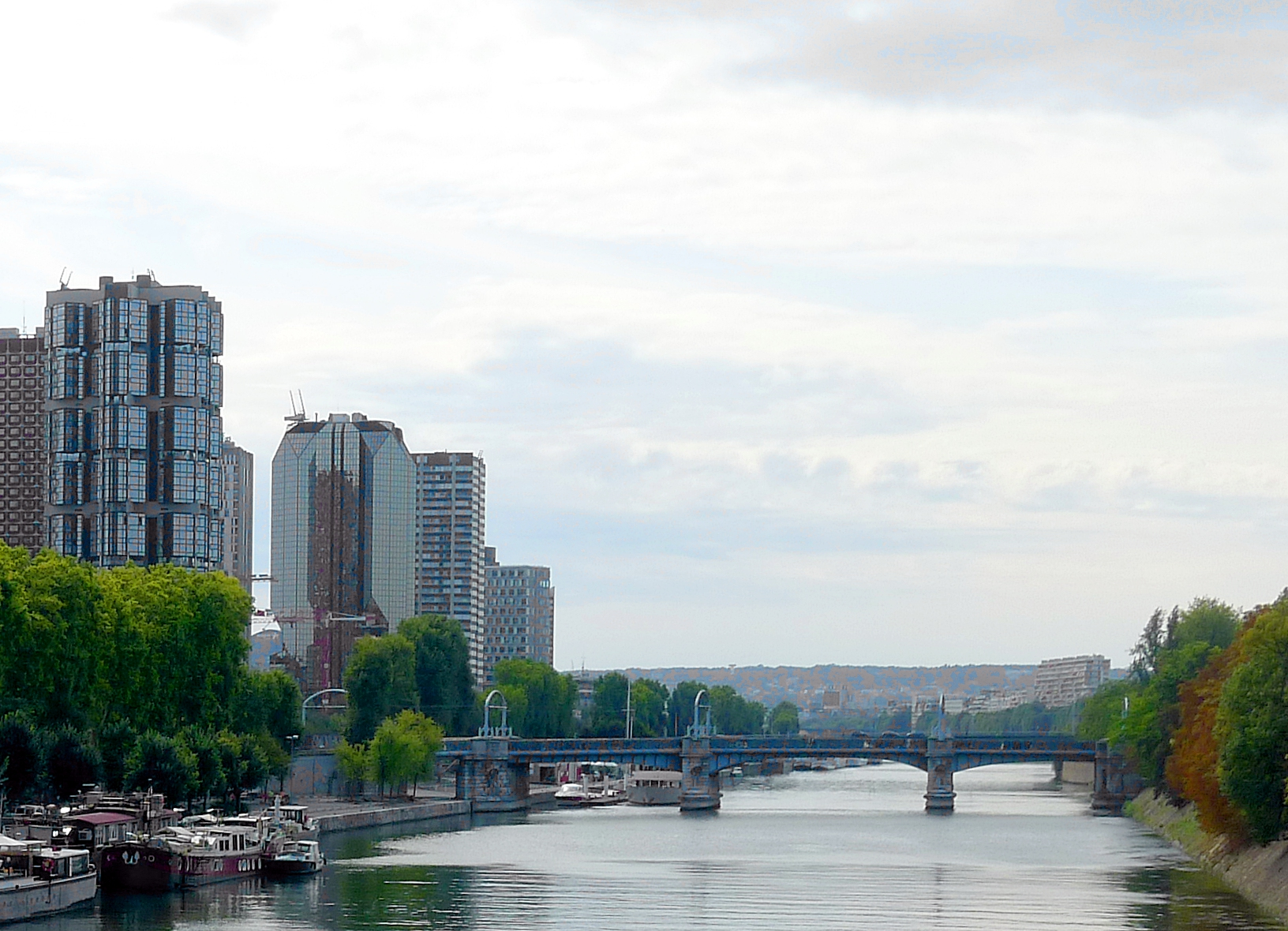
Teilbrücke zwischen der Île aux Cygnes und dem 15. Arrondissement.
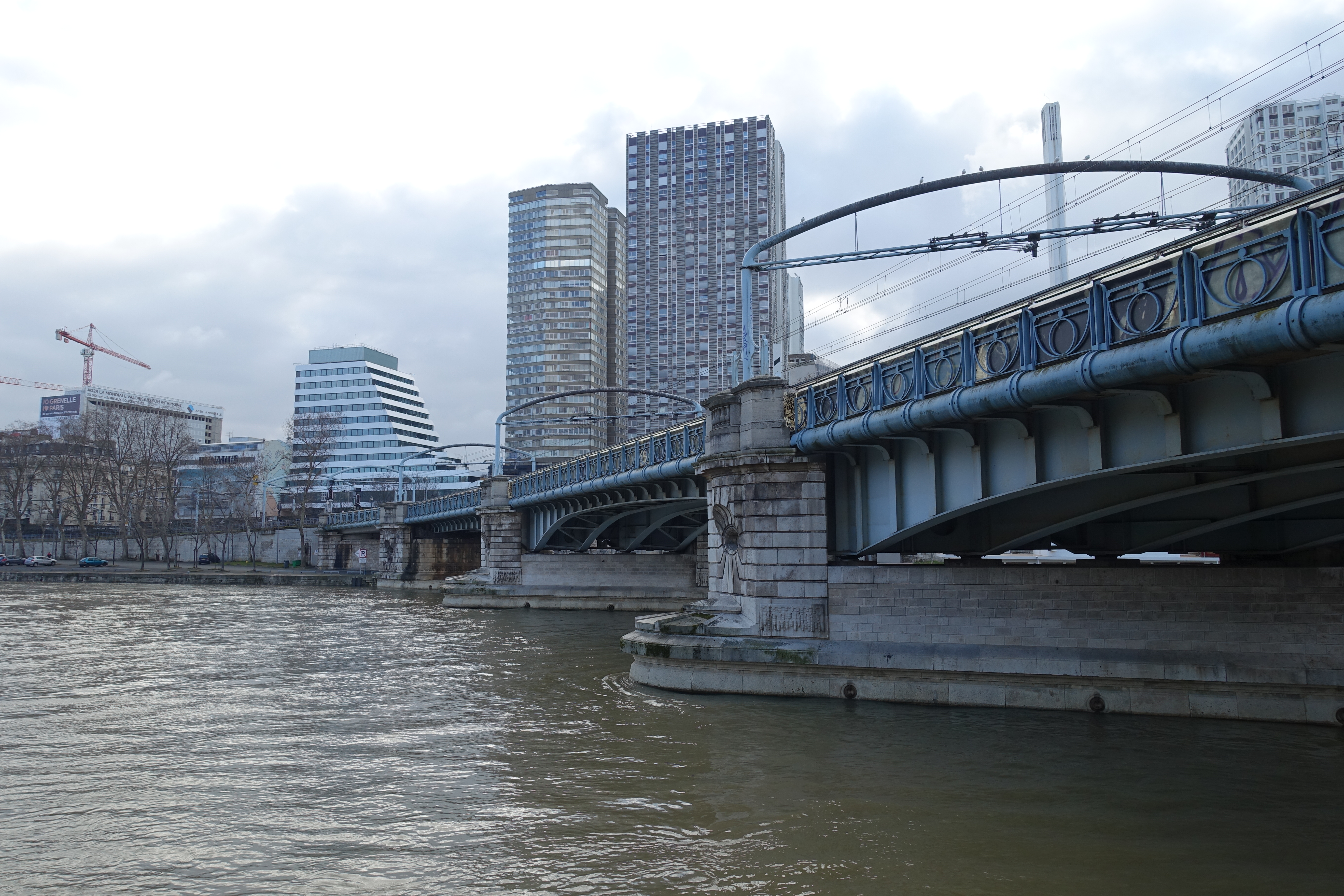
Blick von der Île aux Cygnes über den linken Flussarm